# 2018
2018 (MMXVIII) е обикновена година, започваща в понеделник според григорианския календар. Тя е 2018-ата година от новата ера, осемнадесетата от третото хилядолетие и деветата от 2010-те.
Обявена е от Европейския съвет и Европейския парламент за Европейска година на културното наследство.
Съответства на:
- 1467 година по Арменския календар
- 7526 година по Прабългарския календар
- 6769 година по Асирийския календар
- 2969 година по Берберския календар
- 1380 година по Бирманския календар
- 2562 година по Будисткия календар
- 5778 – 5779 година по Еврейския календар
- 2010 – 2011 година по Етиопския календар
- 1396 – 1397 година по Иранския календар
- 1439 – 1440 година по Ислямския календар
- 4714 – 4715 година по Китайския календар
- 1734 – 1735 година по Коптския календар
- 4351 година по Корейския календар
- 2771 години от основаването на Рим
- 2561 година по Тайландския слънчев календар
- 107 година по Чучхе календара

## Събития
- 1 януари – България поема председателството на Европейския съюз от Естония.
- 9 – 25 февруари – Провеждат се XXIII зимни олимпийски игри в Пьонгчанг, Южна Корея.
- 4 март – Отравяне на Сергей и Юлия Скрипал.
- 12 март – Самолетът при полет 211 на „US-Бангла Еърлайнс“ се разбива при опит за кацане на летището в Катманду и убива 51 от общо 71 пътници и екипаж на борда.
- 18 март – Провеждат се президентски избори в Русия.
- 11 април – „Илюшин Ил-76“, собственост и експлоатиран от алжирските военновъздушни сили, се разбива близо до Буфарик, Алжир, при което загиват 257 души.
- 19 май – Сватбата на принц Хари и Меган Маркъл.
- 14 юни – 15 юли – световно първенство по футбол в Русия.
- 24 юни
  - Президентски избори в Турция.
  - Парламентарни избори в Турция.
- 1 юли
  - Австрия поема председателството на Европейския съюз от България.
  - Президентски избори в Мексико.
- 6 – 18 октомври – В Буенос Айрес, Аржентина се провеждат III Летни младежки олимпийски игри.

## Починали

### Януари
- 4 януари – Арон Апелфелд, израелски писател (* 1932)
- 5 януари
  - Мюнир Йозкул, турски актьор и режисьор (* 1925)
  - Джон Йънг, американски астронавт (* 1930)
  - Антонио Анджелило, аржентински футболист (* 1937)
  - Джери Ван Дайк, американски актьор и комик (* 1931)[2]
- 6 януари – Вели Чаушев, български актьор (* 1934)
- 10 януари – Михаил Державин, руски актьор (* 1936)[3]
- 14 януари – Дан Гърни, американски пилот на Формула 1 (* 1931)
- 15 януари
  - Долорес О’Риърдън, ирландска певица (* 1971)
  - Мариана Аламанчева, българска актриса (* 1941)
- 17 януари – Стефан Илиев, български актьор (* 1935)
- 19 януари – Дороти Малоун, американска актриса, носителка на Оскар за най-добра поддържаща женска роля през 1956 г. (* 1924)[4]
- 20 януари
  - Дафина Кацарска, българска актриса (* 1973)[5]
  - Пол Бокюз, френски майстор-готвач (* 1926)
- 21 януари
  - Фили́п Гонде́, френски футболист (* 1942)
  - Цукаса Хосака, японски футболист (* 1937)
  - Кони Сойър, американска актриса (* 1912)
- 22 януари – Джими Армфийлд, английски футболист (* 1935)
- 27 януари – Ингвар Кампрад, шведски предприемач, съосновател на IKEA (* 1926)
- 30 януари – Адзелио Вичини, италиански футболист (* 1933)
- 31 януари – Леонид Каденюк, украински космонавт (* 1951)

### Февруари
- 3 февруари
  - Николай Кимчев, български актьор (* 1952)[6]
  - Георги Ингилизов, български писател и журналист (* 1955)[7]
- 4 февруари – Джон Махоуни, американски актьор (* 1940)[8]
- 5 февруари – Стефан Шарлопов, български бизнесмен (* 1962)[9]
- 6 февруари – Майкъл Уайт, английски писател (* 1959)
- 11 февруари – Ирина Акташева, българска филмова режисьорка (* 1931)[10]
- 13 февруари – Дядо Добри, български благодетел (* 1914)
- 17 февруари – Цветана Каменова, български юрист (* 1950)
- 18 февруари – Павел Панов, български футболист (* 1950)[11]
- 22 февруари
  - Нанет Фабрей, американска актриса и певица (* 1920)[12]
  - Ричард Тейлър, канадски физик, носител на Нобелова награда за физика за 1990 г. (* 1929)
- 23 февруари – Панко, български попфолк певец (* 1968)
- 24 февруари – Шридеви Капур, индийска актриса и филмов продуцент (* 1963)[13]
- 25 февруари
  - Цветан „Меци“ Веселинов, български футболист (* 1947)[14]
  - Пени Винченци, английска писателка (* 1939)
- 27 февруари – Кини, испански футболист (* 1949)
- 28 февруари – Динка Русева, българска народна певица (* 1948)[15]

### Март
- 1 март
  - Георги Янакиев, български художник (* 1941)
  - Анатолий Лейн, руско-американски шахматист (* 1931)
- 3 март – Павлина Климкар - Меанджиева, македонска поетеса (* 1949)
- 4 март – Давиде Астори, италиански футболист (* 1987)[16]
- 5 март – Хейдън Уайт, американски историк и литературен критик (* 1928)
- 6 март – Николай Николаев, български актьор (* 1940)
- 8 март – Кейт Уилхелм, американска писателка (* 1928)
- 10 март – Юбер де Живанши, френски моден дизайнер (* 1927)[17]
- 12 март – Олег Табаков, руски актьор (* 1935)[18]
- 14 март – Стивън Хокинг, английски астрофизик и писател (* 1942)[19]
  - Рубен Галван, аржентински футболист (* 1952)[20]
- 22 март – Рене Хоусеман, аржентински футболист (* 1953)[21]
- 23 март – Филип Кер, шотландски писател (* 1956)
- 24 март – Лис Асия, швейцарска певица, първият победител на Евровизия през 1956 г. (* 1924)
- 26 март – Николай Кауфман, български музиковед, фолклорист и композитор (* 1925)[22]
- 27 март – Стефан Одран, френска актриса (* 1932)[23]

### Април
- 1 април – Стивън Бочко, американски телевизионен продуцент и сценарист (* 1943)
- 2 април – Уини Мадикизела–Мандела, южноафриканска активистка и политик (* 1936)[24]
- 4 април – Сун-Тек О, корейско-американски актьор (* 1932)[25]
- 6 април – Дороти Гарлок, американска писателка (* 1919)
- 7 април – Петер Грюнберг, германски физик, носител на Нобелова награда за физика за 2007 г. (* 1939)[26]
- 8 април
  - Чък Маккан, американски актьор, комик и водещ (* 1934)[27]
  - Джон Майлс, британски автомобилен състезател от Формула 1 (* 1943)
- 9 април – Николай Калчев, български актьор (* 1945)[28]
- 10 април – Тончо Русев, български композитор, диригент и музикант (* 1932)
- 12 април – Дафни Шелдрик, кенийска писателка, природозащитничка и експерт в животновъдството (* 1934)
- 13 април – Милош Форман, чешко-американски филмов режисьор и сценарист (* 1932)[29]
- 15 април
  - Максим Бородин, руски журналист (* 1985)[30]
  - Роналд Лий Ърми, американски военен и актьор (* 1944)[31]
- 17 април – Барбара Буш, Първа дама на САЩ в периода 1989 – 1993 (* 1925)[32]
- 19 април – Владимир Ляхов, руски астронавт (* 1941)[33]
- 20 април – Авичи, шведски певец и диджей (* 1989)[34]
- 24 април – Николай Чобанов, български актьор (* 1942)[35]
- 25 април – Майкъл Андерсън, английски филмов режисьор (* 1920)
- 26 април – Йошинобу Ишии, японски футболист (* 1939)[36]

### Май
- Боян Петров, български алпинист (* 1973)
- 3 май – Гюнтер Хербургер, германски писател (* 1932)
- 7 май
  - Моран, белгийска певица и актриса (* 1960)[37]
  - Ермано Олми, италиански режисьор и сценарист (* 1931)
- 8 май – Джордж Дьокмеджиян, американски политик (* 1928)
- 10 май
  - Дейвид Гудал, австралийски ботаник и еколог (* 1914)[38]
  - Евгений Васюков, руски шахматист (* 1933)[39]
- 11 май – Жерар Женет, френски литературен теоретик, свързан с теорията за структурализъм (* 1930)
- 13 май – Марго Кидър, канадско-американска актриса (* 1948)[40]
- 19 май – Бърнард Луис, британски историк и ориенталист (* 1916)
- 20 май
  - Патриша Морисън, американска актриса и певица (* 1915)[41]
  - Христина Ангелакова, българска оперна певица (* 1944)[42]
  - Рамон Чао, испански писател и журналист (* 1935)
- 22 май – Филип Рот, американски писател (* 1933)[43]
- 23 май – Луис Посада Карилес, кубински политически деец и терорист (* 1928)
- 24 май – Джери Марън, американски актьор (* 1920)[44]
- 26 май
  - Алън Бийн, американски астронавт (* 1932)[45]
  - Светлин Русев, български художник (* 1933)[46]

### Юни
- 1 юни – Синан Сакич, сръбски певец (* 1956)
- 6 юни – Матея Матевски, македонски поет и преводач (* 1929)
- 8 юни – Антъни Бурдейн, американски готвач, ресторантьор, писател и телевизионер (* 1956)
- 11 юни – Румен Петков, българо-американски аниматор и режисьор (* 1948)[47]
- 14 юни
  - Станислав Говорухин, руски актьор (* 1936)[48]
  - Еторе Ромоли, италиански политик (* 1938)[49]
- 15 юни
  - Лесли Грантъм, англо-български актьор (* 1947)
  - Дитер Велерсхоф, германски писател (* 1925)
- 18 юни – Джахсех Онфрой (XXXTentacion), американски рапър, певец и текстописец (* 1998)
- 28 юни
  - Харлан Елисън, американски писател (* 1934)
  - Кристине Ньостлингер, австрийска писателка (* 1936)
  - Перо Ивановски, югославски партизанин (* 1920)
- 29 юни
  - Стив Дитко, американски писател и автор на комикси (* 1927)[50]
  - Ирена Шевинска, полска лекоатлетка, спринтьорка и скачачка на дълъг скок (* 1946)
  - Арвид Карлсон, шведски неврофармаколог, носител на Нобелова награда за физиология и медицина за 2000 г. (* 1923)

### Юли
- 1 юли – Божидар Димитров, български историк (* 1945)
- 6 юли – Влатко Илиевски, македонски музикант и актьор (* 1985)
- 8 юли – Таб Хънтър, американски актьор (* 1931)[51]
- 9 юли – Питър Керингтън, английски политик, бивш генерален секретар на НАТО (* 1919)
- 12 юли – Димитър Марашлиев, български футболист (* 1947)
- 16 юли – Мария Кон, хърватска актриса (* 1934)
- 18 юли – Бъртън Рихтер, американски физик, носител на Нобелова награда за физика за 1976 г. (* 1931)
- 19 юли – Денис Тен, казахстански фигурист (* 1993)[52]
- 23 юли – Оксана Шачко, украински борец за човешки права и феминистка (* 1987)
- 24 юли – Милан Гюрчинов, македонски литературен критик, историк и теоретик (* 1928)
- 25 юли – Серджо Маркионе, италианско-канадски бизнесмен (* 1952)
- 27 юли – Владимир Войнович, руски писател (* 1932)
- 28 юли – Ко̀ра, полска певица и авторка на текстове (* 1951)
- 29 юли
  - Оливер Драгоевич, хърватски певец и музикант (* 1947)
  - Томаш Станко, полски джаз музикант и композитор (* 1942)

### Август
- 3 август – Збигнев Шчибор-Рилски, полски пилот и генерал (* 1917)
- 5 август – Шарлът Рей, американска актриса (* 1926)
- 6 август – Младен Койнаров, български народен певец (* 1945)
- 9 август – Христиана Василева, българска писателка и преводачка (* 1928)
- 11 август – В. С. Найпол, тринидатско-британски писател, носител на Нобелова награда за литература за 2001 г. (* 1932)
- 12 август – Самир Амин, египетски икономист (* 1931)
- 14 август – Едуард Успенски, руски писател (* 1937)
- 16 август – Арета Франклин, американска певица, композитор и пианистка (* 1942)[53]
- 18 август – Кофи Анан, ганайски дипломат, нобелов лауреат и Генерален секретар на ООН в периода 1997 – 2006 (* 1938)
- 21 август
  - Барбара Харис, американска актриса (* 1935)
  - Ивайло Крайчовски, български музикант, китарист на „ФСБ“ (* 1961)
  - Щефан Карл Стефансон, исландски актьор (* 1975)
- 25 август 
  - Никола Манев, българо-френски художник (* 1940)
  - Джон Маккейн, американски политик (* 1936)
- 26 август
  - Кино Лазаров, български юрист, сатирик и преподавател по право (* 1933)
  - Нийл Саймън, американски драматург и сценарист (* 1927)
- 27 август – Емил Рачев, български футболист (* 1990)[54]
- 29 август – Джеймс Мирлийс, шотландски икономист, носител на Нобелова награда за икономика за 1996 г. (* 1936)
- 30 август – Йосиф Кобзон, руски певец (* 1937)
- 31 август – Каръл Шели, британска актриса (* 1939)

### Септември
- 2 септември – Методи Бежански, български писател (* 1933)
- 4 септември – Ешуа Алмалех-Шико, български спортен журналист (* 1924)
- 6 септември
  - Бърт Рейнолдс, американски актьор (* 1936)
  - Клаудио Шимоне, италиански диригент (* 1934)
- 7 септември
  - Стойно Добрев, български актьор (* 1942)
  - Мак Милър, американски рапър (* 1992)
- 9 септември – Василка Тъпкова-Заимова, българска историчка и византоложка (* 1924)
- 10 септември – Пол Вирилио, френски философ и архитектурен критик (* 1932)
- 12 септември – Рашид Таха, алжирски музикант и активист (* 1958)
- 17 септември – Кирил Батембергски, български художник (* 1958)
- 18 септември – Радосвета Бояджиева, българска диригентка (* 1923)
- 21 септември – Лазар Дончев, български политик (* 1937)
- 23 септември
  - Росица Данаилова, българска актриса (* 1933)
  - Чарлз Као, хонконгски електроинженер и физик, носител на Нобелова награда за физика за 2009 г. (* 1933)
- 26 септември – Иван Деянов, български футболист (* 1937)

### Октомври
- 1 октомври
  - До Мъй, виетнамски политик, министър-председател на Виетнам в периода 1988 – 1991 (* 1917)
  - Шарл Азнавур, френски композитор, певец, писател, поет и актьор от арменски произход (* 1924)
  - Иван Тютюнджиев, български историк (* 1956)
  - Стелвио Чиприани, италиански музикант и композитор (* 1937)
- 2 октомври – Джамал Хашоги, саудитски журналист (* 1958)
- 3 октомври – Лион Ледърман, американски физик, носител на Нобелова награда за физика за 1988 г. (* 1922)
- 5 октомври – Михаил Букурещлиев, български фолклорист, музикант и композитор (* 1930)
- 6 октомври
  - Монсерат Кабайе, испанска оперна певица (* 1933)
  - Мишел Вовел, френски историк (* 1933)
  - Скот Уилсън, американски актьор (* 1942)
  - Виктория Маринова, българска журналистка и телевизионна водеща (* 1988)
- 8 октомври – Стоян Дуков, български художник-аниматор, режисьор и сценарист (* 1931)
- 15 октомври
  - Пол Алън, американски предприемач, съосновател на компанията „Майкрософт“ (* 1953)
  - Арто Паасилина, финландски писател, журналист и сценарист (* 1942)
- 16 октомври – Димитър Петров, български режисьор (* 1924)
- 19 октомври
  - Осаму Шимомура, японски учен, органичен химик и морски биолог, носител на Нобелова награда за химия за 2008 г. (* 1928)
  - Димитър Стефанов, български писател, поет и преводач (* 1932)
- 27 октомври
  - Вичай Сривадханапрабха, тайландски бизнесмен (* 1958)
  - Даниел Кореа Фрейтас, бразилски футболист (* 1994)
- 28 октомври – Едвард Двурник, полски художник и график (* 1943)

### Ноември
- 5 ноември – Надежда Кехайова, българска журналистка (* 1978)
- 7 ноември – Франсис Ле, френски филмов композитор, носител на Оскар за най-добра филмова музика на 1970 г. (* 1932)
- 9 ноември
  - Методи Измирлиев, български скулптор (* 1921)
  - Стефан Нинов, български политик (* 1942)
- 11 ноември – Дъглас Рейн, канадски актьор (* 1928)
- 12 ноември – Стан Лий, американски автор на комикси, редактор и актьор (* 1922)
- 18 ноември
  - Бернардо Бертолучи, италиански филмов режисьор и сценарист, носител на Оскар за най-добър режисьор на 1987 г. (* 1941)
  - Борис Цветков, български дипломат (* 1918)
- 24 ноември – Иван Пеев, български композитор, аранжор и пианист (* 1937)
- 26 ноември – Стивън Хилънбърг, американски аниматор, създател на „Спондж Боб Квадратни гащи“ (* 1961)
- 29 ноември – Виктор Матвиенко, украински футболист (* 1948)
- 30 ноември – Джордж Хърбърт Уокър Буш, президент на САЩ в периода 1989 – 1993 (* 1924)

### Декември
- 21 декември – Мирослав Миндов, български актьор (* 1924)

## Нобелови лауреати
- Икономика – Уилям Нордхаус и Пол Ромър
- Литература – Олга Токарчук – обявена е през 2019 г.
- Медицина – Джеймс Алисън и Тасуко Хонжо
- Мир – Денис Мукуеге и Надия Мурад
- Физика – Артър Ашкин, Жерар Муру и Дона Стрикланд
- Химия – Франсис Арнолд, Джордж Смит и Грег Уинтър